# 유리 콜로콜니코프

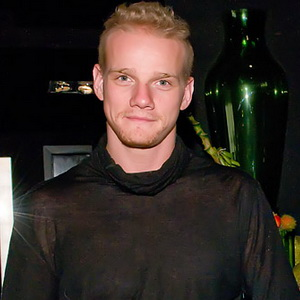

유리 콜로콜니코프(Yuri Kolokolnikov, 1980년 12월 15일 ~ )는 러시아의 영화배우, 배우, 영화 프로듀서, 텔레비전 배우이다.
모스크바에서 태어났다.

## 영화
- 테넷 (2020년) 볼코프
- 아이언 마스크: 용패지미 (2019년)
- 결투 (2016년)
- 걸 온 아이스 (2015년)
- 어바웃 러브 (2015년)
- 트랜스포터: 리퓰드 (2015년) - 유리 역
- 레닌그라드: 900일간의 전투 (2009년)
- 플러스 1 (2008년)
- 버머 2 (2006년)
- 더 아이리스 이펙트 (2004년)
- 장미의 노래 (2003년)
- 신들의 질투 (2000년)